# Courcelles-Sapicourt

Courcelles-Sapicourt este o comună în departamentul Marne, Franța. În 2009 avea o populație de 315 de locuitori.